# Ус Станіслав Іванович
Станіслав Іванович Ус (нар. 23 жовтня 1936, с. Широке Дніпропетровської області) — радянський і український інженер-ракетобудівник, Головний конструктор напрямку ДКБ «Південне» ім. М. К. Янгеля, заступник генерального директора МКК «Космотрас».
Закінчив Дніпропетровський державний університет у 1959 році, і з цього ж року почав роботу в ОКБ-586, нині ДКБ «Південне». Брав участь у створенні бойових ракетних комплексів стратегічного призначення. З 1971 року — керівник (провідний конструктор, з 1985 року — головний конструктор розробки ракетного комплексу Р-36М, його подальших модифікацій і конверсійних варіантів (див. Дніпро (ракета-носій)).
Лауреат премії Ленінського комсомолу (1970), Лауреат Ленінської премії (1982). Герой Соціалістичної Праці (1990), Лауреат премії Уряду Росії в галузі науки і техніки за 2004 рік. Нагороджений двома орденами Леніна (1976 по 1990 рр.) та іншими урядовими нагородами СРСР та України. Дійсний член Академії технологічних наук України Депутат Дніпропетровської міської ради.